# خافيير هوميت
خافيير هوميت مواليد 20 يناير 1990 في برشلونة، هو لاعب كرة يد روماني يلعب كظهير أيمن. يلعب حاليا مع نادي سي إس إم بوخارست لكرة اليد.

## المسيرة الاحترافية
لعب مع نادي سان أنطونيو لكرة اليد في الدوري الإسباني من سنة 2008 إلى 2011، ثم لعب مع نادي أرغون لكرة اليد في موسم 2011–2012، ثم لعب مع دوبروجا سود كونستانتسا في الدوري الروماني في موسم 2012–2013، ثم لعب مع نادي إيفري لكرة اليد في الدوري الفرنسي في موسم 2013–2014، ثم لعب مع دوبروجا سود كونستانتسا في الدوري الروماني في موسم 2014–2015، ثم لعب مع نادي سي إس إم بوخارست لكرة اليد في سنة 2015.

## الإنجازات
- كأس أبطال الكؤوس الأوروبية لكرة اليد:
  - نصف النهائي: 2011، 2012